# Shaun Davey
Shaun Davey (* 18. Januar 1948 in Belfast) ist ein irischer Komponist. Davey hat Werke für Orchester, Filmmusik, Lieder, Werbe-Jingles sowie die Musik für die Eröffnung der Special Olympics World Games 2003 in Dublin komponiert. Seine Kompositionen, in denen er häufig typische irische Instrumente einsetzt, integrieren auf vielfältige Weise Elemente traditioneller irischer Musik.

## Leben
Shaun Davey besuchte die Rockport School bei Belfast und das Campbell College in Belfast. Danach studierte er Kunstgeschichte am Trinity College in Dublin (BA). Daran schloss sich ein Master-Studium am Courtauld Institute of Art in London an. Von 1975 bis 1977 unterrichtete er Kunstgeschichte am National College of Art and Design und am Trinity College in Dublin.
Ab 1977 arbeitet er hauptberuflich als Komponist.
Shaun Davey ist verheiratet mit der Sängerin Rita Connolly. Er lebt in der Grafschaft Wicklow in der Republik Irland.

## Werk

### Bühnenmusik
Shaun Daveys Zusammenarbeit mit dem Dubliner Abbey Theatre begann 1977 und dauerte rund 20 Jahre. U.a. schrieb er dort die Musik für eine Inszenierung von Ibsens Peer Gynt. Von 1987 bis 2003 arbeitete er mit renommierten Theaterbühnen im Vereinigten Königreich zusammen, so mit der Royal Shakespeare Company in Stratford-upon-Avon und im Barbican Centre. Er komponierte u. a. die Bühnenmusik für Shakespeares Wintermärchen, König Lear, Der Sturm, Pericles und Romeo und Julia, für The Fair Maid of the West von Thomas Heywood, sowie für das Kindermusical The Lion, the Witch and the Wardrobe (1998) nach dem Buch von C. S. Lewis und in der Bühnenfassung von Adrian Mitchell. Außerdem komponierte er die Musik für Inszenierungen am Londoner Young Vic, Theatre Royal Haymarket, für das Royal Court Theatre, das Almeida Theatre oder das Magdalen College School, Oxford and Oxford Playhouse. 2012 wurde Silviu Purcăretes (* 1950) Fassung von Jonathan Swifts Satire Gullivers Reisen beim Edinburgh Festival uraufgeführt, zu dem Davey die Musik komponierte.

### Chor- und Orchesterwerke
Kennzeichen für Shaun Daveys konzertante Werke ist die Integration von Elementen irisch-keltischer Musik in traditionelle klassische Musikformen, sowie der thematische Bezug seiner Suiten und Orchesterwerke auf Stoffe aus der irisch-keltischen Geschichte und Mythologie. Typisch für seine Suiten ist die opulente Orchesterbesetzung, die Ergänzung des Orchesters durch Instrumente des irischen Folk sowie der Einsatz großer gemischter Chöre.
The Brendan Voyage, entstanden 1980, war das erste seiner Orchesterstücke, das in einem Konzertsaal aufgeführt wurde und seinen Ruf als führender zeitgenössischer Sinfoniker Irlands begründete. Das Werk ist eine Laudatio auf den britischen Abenteurer Tim Severin, der, wie der legendäre irische Abt Brendan um 570, in zwei Etappen zwischen 1976 und 1977 von Irland in die Neue Welt gesegelt ist. Severins Boot Brendan war ein perfekter Nachbau eines irischen Leder-Curraghs, wie es der irische Abt wahrscheinlich benutzt hat. In The Brendan Voyage, einer Suite in 10 Sätzen, setzte er zum ersten Mal die Uilleann Pipes als Soloinstrument in einem Werk für Sinfonieorchester ein, und ergänzte das Ensemble durch eine Rhythmusgruppe aus Trommeln, E-Bass und Bodhran. Uraufgeführt wurde das Werk 1982 in Rennes in Frankreich und im selben Jahr im bretonischen Lorient wiederholt. Die irische Erstaufführung erfolgte erst 1983 in der National Concert Hall in Dublin.
1983 folgte The Pilgrim, ein Auftragswerk des Festival Interceltique de Lorient, bestehend aus insgesamt 22 Nummern. Die Uraufführung fand in Lorient statt. Shaun Davey überarbeitete The Pilgrim in den folgenden Jahren grundlegend. Er entfernte Nummern, fügte neue hinzu und ergänzte das Werk um einen Erzähler. Die Neufassung für Orchester, Solostimmen, Chor, Uilleann Pipes, Bombarden, keltische Harfe und Pipe Band erlebte 1990 ihre Uraufführung in der Glasgow Royal Concert Hall.
Granuaile, entstanden 1985, ist eine Suite für Kammerorchester, weibliche Singstimme, Uilleann Pipes, Harfe, Schlagzeug und Piano. In einer Neubearbeitung von 2001 fügte Davey noch eines Stimme für Fiddle hinzu.
Thema der Suite sind die Abenteuer der Irin Grace O’Malley, die im 16. Jahrhundert wie ihre ganze Familie in den Kämpfen Irlands gegen Elisabeth I. aktiv war. Grace O’Malley – aus englischer Sicht eine Piratin – ist bis heute in Irland außerordentlich populär und in vielen Liedern besungen worden.
The Relief of Derry ist ein Auftragswerk des Derry City Council als Beitrag zum Versöhnungsprozess zwischen den beiden verfeindeten irischen Volksgruppen und den Nachkommen derer, die auf katholischer und protestantischer Seite in der Schlacht von Derry 1689 gekämpft oder ihr Leben gelassen haben. Die Sinfonie, die auch „Friedenssinfonie“ genannt wird, wurde im Sommer 1990 in der Guildhall in Derry/Londonderry unter der Leitung von Gearóid Grant uraufgeführt.

### Filmmusik
Davey hat für mehrere Spiel- und Fernsehfilme die Musik komponiert, von denen einige mit Preisen ausgezeichnet wurden. Außerdem hat er die Musik für Tim Severins Filme „The Spice Islands Voyage“ und „In Search Of Moby Dick“ sowie für mehrere BBC-Dokumentarfilme komponiert.
Spiel- und Fernsehfilme (Auswahl)
- 1995 The Hanging Gale, TV-Serie der BBC-Nordirland, Regie Diarmuid Lawrence

Ivor Novello Award für den besten Soundtrack
- 1996 Was ihr wollt, Regie Trevor Nunn

Nominierung für den Ivor Novello Award
- 1997 Das letzte Attentat, Regie Robert Dornhelm

Filmmusik Shaun Davey, Harald Kloser, John E. Keane
nominiert für die BAFTA TV-Awards, beste Filmmusik
- 1998 Kings in Grass Castel, australische TV-Mini-Serie, Regie John Woods
- 1998 Lang lebe Ned Devine, Regie Kirk Jones

The Irish Film Orchestra, Dirigent: Fiachra Trench
- 2000 David Copperfield, Regie Peter Medak, BBC TV-Film

Nominiert für den BAFTA
- 2001 Der Schneider von Panama, Regie John Boorman

Gewinner: GoldSpirit Awards 2001, Composer of the Year
- 2002 The Abduction Club (deutscher Titel Entführer und Gentlemen), Regie Stefan Schwartz

## Auszeichnungen
- 1995 Nominierung Ivor Novello Award für die Filmmusik von Twelfth Night, Regie Trevor Nunn
- 1995 und 1995 BAFTA-Nominierung
- 1996 Novello Award
- 1998 BAFTA-Nominierung für die Filme The Hanging Gale und Ballykissangel
- 2000 Award New York Drama Critics Circle für das beste Musical (The Dead von James Joyce)
- 2000 Nominierung  für den Tony Award für die Musik zur Broadwayversion von The Dead
- 2000 TRIC Award (Television and Radio Industries Club)
- Golden Reel Award